# Anna Łukasiak
Anna Łukasiak (5 de enero de 1988) es una deportista polaca que compite en lucha libre.
Ganó una medalla de bronce en el Campeonato Mundial de Lucha de 2022 y dos medallas de bronce en el Campeonato Europeo de Lucha, en los años 2021 y 2022.

## Palmarés internacional
| Campeonato Mundial | Campeonato Mundial | Campeonato Mundial | Campeonato Mundial |
| Año                | Lugar              | Medalla            | Categoría          |
| ------------------ | ------------------ | ------------------ | ------------------ |
| 2022               | Belgrado (Serbia)  | Medalla de bronce  | 50 kg              |
| Campeonato Europeo |                    |                    |                    |
| Año                | Lugar              | Medalla            | Categoría          |
| 2021               | Varsovia (Polonia) | Medalla de bronce  | 50 kg              |
| 2022               | Budapest (Hungría) | Medalla de bronce  | 50 kg              |